# Waterloo to Anywhere
Waterloo to Anywhere – debiutancki album zespołu Dirty Pretty Things wydany 8 maja 2006, wyprodukowany przez Davida Sardy’ego i Tony’ego Doogana.
Płyta była nagrywana w studiach w Los Angeles oraz w Glasgow między listopadem 2005 a lutym 2006. Promowana przez wydaną na dołączonej do magazynu NME piosenkę You Fucking Love It oraz singel Bang Bang You’re Dead pojawiła się w sklepach Zjednoczonego Królestwa 8 maja 2006. Wydawnictwo to zostało wysoko ocenione i osiągnęło wysokie wyniki sprzedaży, czego miarą było dostanie się w maju 2006 na 3. miejsce notowania UK Albums Chart, zestawienia najlepiej sprzedających się brytyjskich albumów.
Oprócz wspomnianego Bang Bang You’re Dead, album Waterloo to Anywhere promowany był przez single Deadwood oraz Wondering.

## Spis utworów
1. Deadwood – 2:27
2. Doctors and Dealers – 3:17
  - W amerykańskiej edycji płyty utwór ten znalazł się na 6. pozycji[6].
3. Bang Bang You’re Dead – 3:31
4. Blood Thirsty Bastards – 3:10
5. The Gentry Cove – 2:32
6. Gin & Milk – 3:05
  - W amerykańskiej edycji płyty utwór ten znalazł się na 2. pozycji[6].
7. The Enemy – 3:36
8. If You Love a Woman – 3:12
9. You Fucking Love It – 1:53
10. Wondering – 2:54
11. Last of the Small Town Playboys – 3:30
12. B.U.R.M.A  – 3:18
  - Amerykańska wersja albumu nie zawierała tego utworu[6].

W wersji japońskiej znalazły się dodatkowo:
1. Gin And Milk (Acoustic Version)
2. Wondering (Tavern Version)